# 死灵编码
《死灵编码》，又叫《死灵编码之世界操纵者》，是「上海易元文化传播有限公司」投资制作，「有妖气」负责运营的兼具惊悚和悬疑题材中国网络动画。动画描述一个惊悚手机游戏——《死灵》中所涉及的世界观逐渐融入了现实，世人都陷入异常的恐慌当中，而该游戏的主要制作者叶音一不断寻找着最终真相的故事。动画于2013年12月19日开始播出，现在在包括“爱奇艺”、“乐视”和“搜狐”等几家大型视频网站上播放。全季一共13集（包含了回顾前述内容的一集）。

## 故事
对手机游戏《死灵》倾注了全部心血的叶音一错过了与女友沐沐的约会，却发现在他家附近有女性受到了惊悚生物的攻击，而这些被手机拍下来的怪物却与他所设计游戏中的怪物极其相似。为何手机游戏中的世界会出现在现实当中，这一切的迷局竟然是……

## 角色
叶音一（配音：谢添天）
职业：游戏设计师
年龄：19
男主角，游戏《死灵》的主要设计者，很自信，最爱编程与绘画，有着较高的智商，在游戏中也是高级玩家，并有强烈的控制欲。 
沐沐（配音：醋醋）
职业：在校大学生
年龄：18
女主角，叶音一的女友，一个活泼而可爱的女生，经常唠叨，强烈的好奇心，对周围很敏锐，却异常喜欢叶音一所制作游戏中的怪物。
NINA （配音：冯骏骅）
职业：调查员
年龄：25
女配角，她是美籍华裔，有着天使面容和魔鬼身材，以及矫健的身姿，她沉着冷静，是一位孤傲的冰山美人。
ECO（配音：夏磊）
职业：尸体审查师
年龄：27
男配角，有着极强的能力，他的好奇心令人发指，甚至还掌握了心理控制术。
少典（配音：杨鸥）
可米四人组中的一员，年纪最小，心狠手辣，在四人组里是核心人物，使用各种刀具杀人。
稚女
可米四人组的一员，可爱却又十分暴力的萝莉，以粉红发丝为攻击武器。
司马（配音：王宇航）
属于可米四人组，大胖子，依靠右手携带的超强放电装置攻击别人。
地葬（配音：胡俞）
属于可米四人组，终是带着白色头套，隐藏着高深的实力。
东名（配音：沈达威）
《死灵》游戏技术员之一。
舞城（配音：第八集为杨鸥；第九集及以后是杨梦露）
《死灵》游戏女性技术员之一。

## 制作人员
- 制作：上海易元文化传播有限公司
- 导演：王子轩
- 编剧：王颖
- 出品人：焦阳，周天戈
- 监制：焦阳
- 分镜：王昕
- 人物设计：梁圆
- 制片：韩诚洁
- 背景监督：黄义飞
- 背景助理：顾建军
- 动画监督：陈巍文
- 原画助理：徐佳妮
- 后期：顾康
- 动画组：陈宙、吴珈佳、姜可颖、王慧、王睿
- 配音：音熊联盟（谢添天、冯骏骅、醋醋、夏磊、杨鸥、沈达威）
- 导演助理：张缘
- 运营部：运营总监：吴凌翔
- 市场总监：毛忆新
- 市场推广：顾玲玲、顾潇颖
- 平面设计：陈弦

## 剧集标题
| 集数 | 标题     | 播放时间   |
| ---- | -------- | ---------- |
| 01   | 同步     | 2013-12-19 |
| 02   | 饿食     | 2014-01-02 |
| 03   | 绝境     | 2014-01-16 |
| 04   | 公主     | 2014-01-22 |
| 05   | 审讯     | 2014-02-13 |
| 06   | 时限     | 2014-02-27 |
| 07   | 线索     | 2014-03-13 |
| 08   | 掠夺     | 2014-03-27 |
| 09   | 杀戮     | 2014-04-10 |
| 10   | 對抗     | 2014-05-09 |
| 11   | 季末回顾 | 2014-05-16 |
| 12   | 創世     | 2014-05-23 |
| 13   | 降临     | 2014-06-04 |